# 基尔湾
基尔湾（德语: Kieler Bucht; 丹麦语: Kiel Bugt），是波罗的海西南部的一个海湾，西、南两面为德国石勒苏益格-荷尔斯泰因州，北为丹麦诸岛。该湾东接梅克伦堡湾，往北通过大贝尔特海峡和小贝尔特海峡与卡特加特海峡相接。
基尔湾因西南角的基尔港而得名，并通过基尔运河和北海相连，是重要的国际水道。
54°31′12″N 10°24′24″E / 54.52000°N 10.40667°E